# Freedom on My Mind
Freedom on My Mind è un documentario del 1994 diretto da Connie Field e Marilyn Mulford candidato al premio Oscar al miglior documentario.